# Bolitoglossa chiquitica
Bolitoglossa chiquitica is een salamander uit de familie van de longloze salamanders (Plethodontidae). De soort leeft in Costa Rica.

## Verspreiding
Bolitoglossa chiquitica is slechts bekend van één locatie in de Cordillera de Talamanca in het Costa Ricaanse deel van Internationaal park La Amistad, Cerro Utyum. De soort bewoont nevelwouden die gedomineerd worden door eiken met veel mossen en epifyten. De typelocatie bevindt zich op een hoogte van 2595 meter boven zeeniveau.

## Kenmerken
Bolitoglossa chiquitica heeft een lichaamslengte van 25 tot 28 millimeter. Hiermee is het een kleine soort boleettongsalamander. De poten zijn relatief lang en slank. Zwemvliezen zijn aanwezig aan de handen en voeten. De rug is roomgeel van kleur met donkere strepen vanaf de oogkassen over de nek naar de schouders

## Leefwijze
Bolitoglossa chiquitica schuilt in bromelia's op vijf tot zeven meter boven de bosbodem.